# Antelsdorf
Antelsdorf ist ein Ortsteil der Stadt Oberviechtach im Oberpfälzer Landkreis Schwandorf in Bayern.

## Geographische Lage
Antelsdorf befindet sich direkt neben Dietersdorf auf der Hochfläche zwischen dem 525 m hohen Bühl und dem 536 m hohen Mehlbügel.
Antelsdorf liegt östlich von Dietersdorf.

## Geschichte
In der Statistischen Beschreibung der Oberpfalz von Joseph von Destouches aus dem Jahr 1809 wird Antelsdorf mit einem Haus als zu Fuchsberg und Teunz gehörig erwähnt.
Zum Stichtag 23. März 1913 (Osterfest) wurde Antelsdorf als Teil der Pfarrei Oberviechtach mit 7 Häusern und 35 Einwohnern aufgeführt, während Dietersdorf zur Pfarrei Niedermurach gezählt wurde.
Antelsdorf und Dietersdorf gehörten am 31. Dezember 1969 beide zur Gemeinde Oberviechtach.
Am 31. Dezember 1990 hatte Antelsdorf 38 Einwohner und gehörte zur Pfarrei Oberviechtach. Auch nach dieser Quelle war Dietersdorf nach Niedermurach eingepfarrt.